# جیگر (شخصیت عروسکی)
جیگر نام الاغی عروسکی و از شخصیت‌های محبوب مجموعهٔ کلاه‌قرمزی است که در ابتدا در مجموعهٔ کلاه قرمزی ۹۱ معرفی شد و پس از آن در تمام مجموعه‌های تلویزیونی کلاه قرمزی حضور یافت. با این وجود در شهریور ۱۳۹۱ و پس از حذف صحنه‌های حضور این شخصیت در بازپخش این مجموعه در برخی شبکه‌های تلویزیون ایران، در برخی خبرگزاری‌ها خبری منتشر شد مبنی بر این که مدیران نظارتی صدا و سیمای جمهوری اسلامی ایران این شخصیت عروسکی را به دلیل بدآموزی‌های رفتاری ممنوع‌التصویر کردند که توسط صدا و سیما تکذیب شد.

## تاریخچه
یکی از عروسک‌های محبوبی که در سال ۱۳۹۱ توسط گروه ایرج طهماسب و حمید جبلی ساخته شد و به جمع شخصیت‌های کلاه قرمزی ۹۱ پیوست شخصیت «جیگر» است؛ عروسک خری که با نام «جیگر» خیلی زود توانست به عنوان یکی از کاراکترهای محبوب صدا و سیمای ایران در نوروز ۱۳۹۱ بدل شود.
محبوبیت این کاراکتر به حدی رسید که در ایام پخش این مجموعه توانست به‌زودی سر از جلد مجلات مختلف درآورد و در کنار شخصیت‌های «ببعی» و «پسرعمه زا» از محبوب‌ترین عروسک‌های این مجموعه قلمداد شود.

### شایعهٔ ممنوع‌التصویری
در شهریور سال ۱۳۹۱ شبکه‌های مختلف تلویزیون ایران از جمله جام جم ۱ و نمایش در حالی اقدام به بازپخش مجموعهٔ «کلاه قرمزی ۹۱» کردند که در این بازپخش قسمت‌ها و آیتم‌هایی که در آن «جیگر» حاضر بود حذف شده بود. پیش‌تر و در ایام اعیاد دینی ایران و پخش قسمت‌های جدید این برنامه نیز خبری از این کاراکتر نبود. در همین راستا، خبرگزاری میراث فرهنگی مدعی شد که با پیگیری از مسئولان شبکه‌های مذکور و همچنین گفتگو با روابط عمومی شبکهٔ ۲ سیمای جمهوری اسلامی ایران مشخص شد بنا به صلاحدید مدیران نظارتی تلویزیون ایران این شخصیت عروسکی به دلیل بدآموزی‌های رفتاری از جمع شخصیت‌های محبوب مجموعهٔ «کلاه قرمزی ۹۱» کنار گذاشته شده‌است. با این وجود، در روز ۸ شهریور ۱۳۹۱ خبرگزاری فارس به نقل از مدیر گروه کودک و نوجوان شبکهٔ ۲ سیمای جمهوری اسلامی ایران این خبر را تکذیب کرد.

## ویژگی‌های ظاهری و خصوصیات رفتاری
جيگر خر نيست الاغ است
جیگر خری است که خود را اسبی به نام جیگر می‌داند و به این که او را خر بنامند حساس است و دوست ندارد با این نام صدا شود. کاراکتر «جیگر» وجه تهاجمی دارد اما این حالت تهاجمی با کاراکتر پسرخاله متفاوت است. عروسک جیگر با تکیه بر برخی کلمات و تکرار آن جایگاه قابل‌ اعتنایی بین طرفداران برنامهٔ «کلاه قرمزی ۹۱» پیدا کرده‌ است. این شخصیت با تکرار کلمهٔ «جیگرم» در سه مرتبه و با صدای بلند معنای متفاوتی به این کلمه در زبان فارسی داده بود. جیگر نیز همانند دیگر شخصیت‌های عروسکی مجموعهٔ کلاه‌قرمزی آقای مجری را جدی نمی‌گیرد و کارهایی از قبیل کندن کف خانه و وارد کردن اجسام بزرگ و سنگین به داخل خانه را در حضور آقای مجری انجام می‌دهد او حتی یک بار یک دستگاه خودپرداز و پراید همسایه را به داخل خانه آورد و یک بار هم در حین خانه‌تکانی، مبل را بر سر آقای مجری انداخت.
جیگر همچنین به وسایلش حساس است و دوست ندارد کسی وسایلش را تخریب کند. او همچنین عاشق سُس است و در زمان نبود آقای مجری تعداد زیادی سس از داخل یخچال بر می‌دارد و می‌خورد.
از مجموعهٔ کلاه‌قرمزی ۹۳ به بعد او از خود علاقه‌ای وافر به آوازخوانی نشان می‌داد و همین‌طور تعریف چندباره و به‌ وقت و بی‌ وقت یک لطیفه. او همچنین در این مجموعه نشانه‌هایی از پارانویا از خود نشان می‌داد به‌ طوری‌ که حتی اگر کسی به او خر نمی‌گفت تصور می‌کرد که به او چنین گفته‌اند یا در دل چنین گفته‌اند و به همین دلیل باز به همان سبک خودش تأکید می‌کرد که جیگر است، نه خر.
به‌ گفتهٔ کاظم سیاحی (صداپیشهٔ شخصیت جیگر)، جیگر در ابتدا تنها قرار بود هر کلمه‌ای را سه بار تکرار کند اما به مرور زمان شخصیتش تغییر کرد و گستردگی پیدا کرد تا جایی که به یکی از شخصیت‌های ثابت این مجموعه تبدیل شد.

## تکیه‌کلام
- هنگامی که او را خر خطاب می‌کنند: جیگرم، جیگرم، جیگرم
- بعد از حمام فکر می‌کند اسب است: من اسبم! اسبم! اسبم!
- گفتم یا نگفتم؟ گفتم یا نگفتم؟ گفتم یا نگفتم؟
- وقتی می‌خواهد شاعرانه حرف بزند: گفتم غم تو دارم، گفتا غمت سر آید… گفتی یا نگفتی؟ گفتی یا نگفتی؟ گفتی یا نگفتی؟
- وقتی جیگر می‌خواهد برود: کاری نداری من برم!
- وقتی به او حرفی می‌زنند و می‌خواهد حرف خود را به کرسی بنشاند: می‌فهمم، می‌فهمم، می‌فهمم!
- وقتی کسی را می‌بیند به‌جای سلام کردن می‌گوید: خوبی؟ خوبی؟ خوبی؟... خوبه که خوبی.
- وقتی می‌خواهد در شب، داستان و خاطره تعریف کند می‌گوید: من گفتم که یه روزی یه اسبه می‌رسه به یه شتره؟
- هنگامی که می‌خواهند در شب بخوابند با گفتن: بخوابین من کار دارم! از دیگران می‌خواهد تا سر و صدا نکنند.

## عوامل
- پدیدآورندگان شخصیت: ایرج طهماسب و حمید جبلی
- طراح و سازندهٔ عروسک: مرضیه محبوب
- عروسک‌گردان: عیسی یوسفی‌پور
- صداپیشه: کاظم سیاحی

## نقد شخصیت
با وجودی که بسیاری از منتقدان این شخصیت را به دلیل خشونتش مورد انتقاد قرار داده‌اند ولی جیگر با وجودی که دیر به جمع شخصیت‌های این مجموعه پیوست دیری نپایید که به یکی از محبوب‌ترین شخصیت‌های این مجموعه بدل شد، به‌ طوری‌ که در روزهای پس از پایان پخش کلاه‌قرمزی ۹۳ به چهارمین شخصیت محبوب این مجموعه پس از فامیل دور، ببعی و کلاه‌قرمزی بدل گشت.
منتقدان دلیل موفقیت او را درک عمیقی می‌دانند که حمید جبلی و ایرج طهماسب از طنز دارند. به باور این منتقدان استفادهٔ آن‌ها از شگردهای ساخت طنز، بجا و قدرتمند است. آن‌ها می‌دانند که استفادهٔ بجا از «تکرار» می‌تواند باعث خندهٔ مخاطب شود. به همین دلیل هم هست که از تکرار بی‌دلیل استفاده نمی‌شود. جیگر هم بسیار به موقع از تکرارهای سه‌گانهٔ خودش استفاده می‌کند.

## پی‌نوشت
1. 1 2  ««جیگر» ممنوع‌التصویر نیست»،  خبرگزاری فارس.
2. 1 2 3 4 5 6  «جیگر» ممنوع‌التصویر شد»،  خبرگزاری میراث.
3. ↑  طهماسب، جبلی و  سیاح، کلاه‌قرمزی ۹۱.
4. 1 2  نعیمی، «از «مش قاسم» تا «جیگر»»، خبرگزاری میراث.
5. ↑  شریعتی، «شخصیت‌های تلویزیونی…»، رسانه ایران.
6. ↑  روزبان و  فنی‌زاده، «بعد از کلاه‌قرمزی فامیل دور را…»، مهر.
7. ↑  «سریال کلاه قرمزی (مبل انداختن جیگر رو آقای مجری)». دالفک. دریافت‌شده در ۲۰۲۱-۰۶-۱۱.
8. 1 2  «صداپیشه «جیگر» در کلاه قرمزی: من و او با هم زندگی می‌کنیم». جامعه خبری تحلیلی الف. دریافت‌شده در ۲۰۲۱-۰۶-۱۱.
9. 1 2 3  طهماسب، جبلی و  سیاح، کلاه‌قرمزی ۹۳.
10. ↑  نظرسنجی: انتخاب عروسک مورد علاقه.
11. ↑  ترکمن، «از همه‌تون متنفرم!»، جهان صنعت، ۸ (فرهنگ و هنر).